# إليسا كامبوريس
إليسا كامبوريس (بالإيطالية: Elisa Camporese)‏: لاعبة خط وسط كرة قدم إيطالية، وتلعب حاليا لفريق يو بي سي تافاكناكو في دوري الدرجة الأولى الإيطالي. وقد فازت في أربع بطولات دوري مع سي إف توريس وفريق سي إف باردولينو وفريق فوروني فيرون.
وهي لاعبة اساسية في المنتخب الوطني الإيطالي للسيدات،  وشاركت مع المنتخب في بطولة الامم الأوروبية 2005.

## روابط خارجية
- إليسا كامبوريس على موقع الاتحاد الدولي (مؤرشف)  (الإنجليزية)
- إليسا كامبوريس على موقع الاتحاد الأوربي (الإنجليزية)
- إليسا كامبوريس على موقع قاعدة بيانات كرة القدم.إي يو (الإنجليزية)
- إليسا كامبوريس على موقع Soccerway.com (الإنجليزية)
- إليسا كامبوريس على موقع عالم كرة القدم.نت (الإنجليزية)